# Pomona (Nova Jersey)
Pomona és una concentració de població designada pel cens dels Estats Units a l'estat de Nova Jersey. Segons el cens del 2000 tenia 4.019 habitants.

## Demografia
Segons el cens del 2000, Pomona tenia 4.019 habitants, 1.297 habitatges, i 1.002 famílies. La densitat de població era de 554,2 habitants/km².
Dels 1.297 habitatges en un 45,7% hi vivien nens de menys de 18 anys, en un 61% hi vivien parelles casades, en un 10,9% dones solteres, i en un 22,7% no eren unitats familiars. En el 18% dels habitatges hi vivien persones soles el 8,8% de les quals corresponia a persones de 65 anys o més que vivien soles. El nombre mitjà de persones vivint en cada habitatge era de 3,05 i el nombre mitjà de persones que vivien en cada família era de 3,47.
Per edats la població es repartia de la següent manera: un 30,4% tenia menys de 18 anys, un 7,3% entre 18 i 24, un 34,9% entre 25 i 44, un 18,9% de 45 a 60 i un 8,5% 65 anys o més.
L'edat mediana era de 34 anys. Per cada 100 dones de 18 o més anys hi havia 88,4 homes.
La renda mediana per habitatge era de 52.796 $ i la renda mediana per família de 56.846 $. Els homes tenien una renda mediana de 35.554 $ mentre que les dones 29.453 $. La renda per capita de la població era de 18.182 $. Aproximadament el 2,3% de les famílies i el 4,6% de la població estaven per davall del llindar de pobresa.

## Poblacions més properes
El següent diagrama mostra les poblacions més properes.